# Strophanthus speciosus
Strophanthus speciosus là một loài thực vật có hoa trong họ La bố ma. Loài này được (Ward & Harv.) Reber miêu tả khoa học đầu tiên năm 1887.

## Hình ảnh

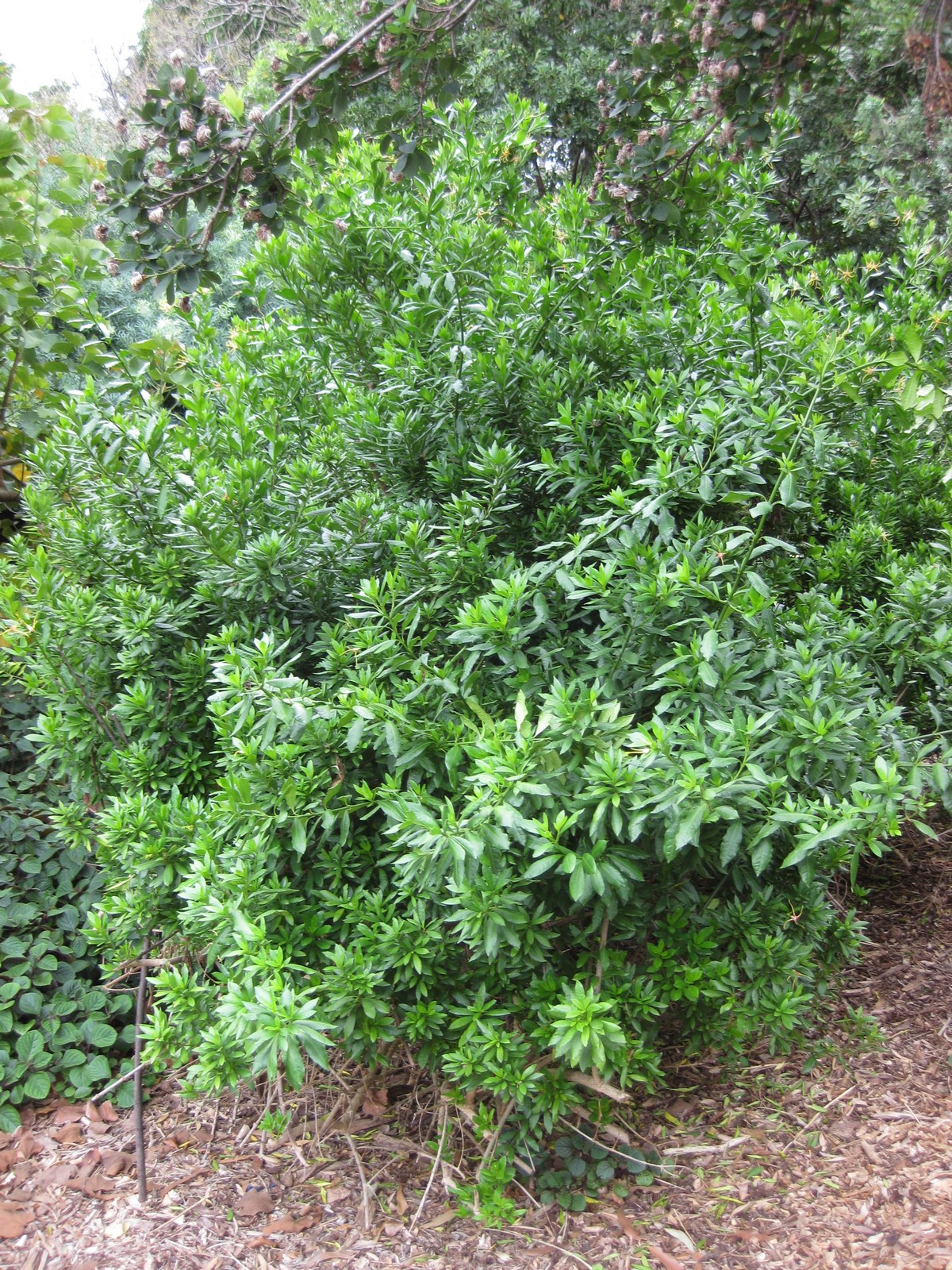
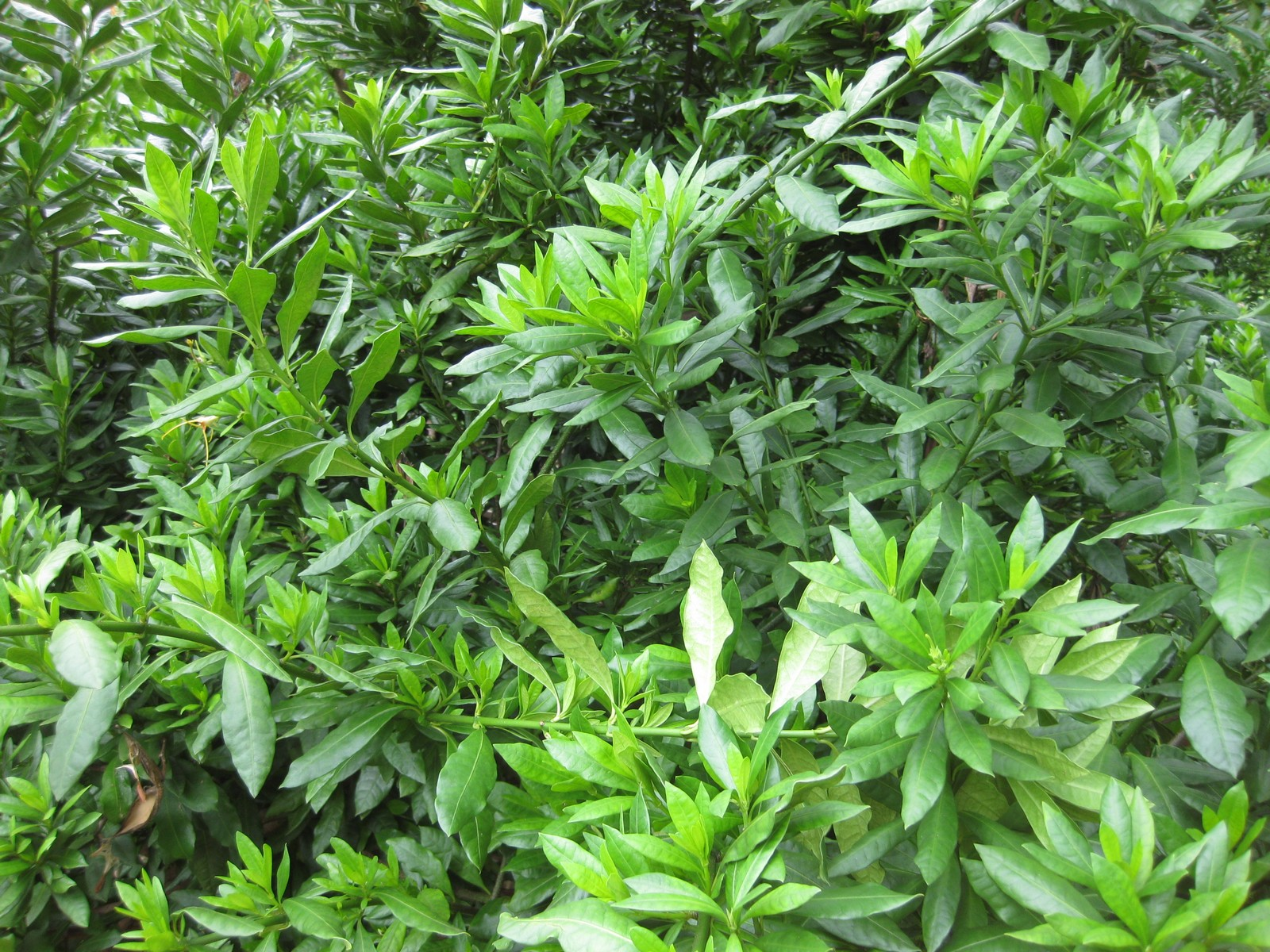
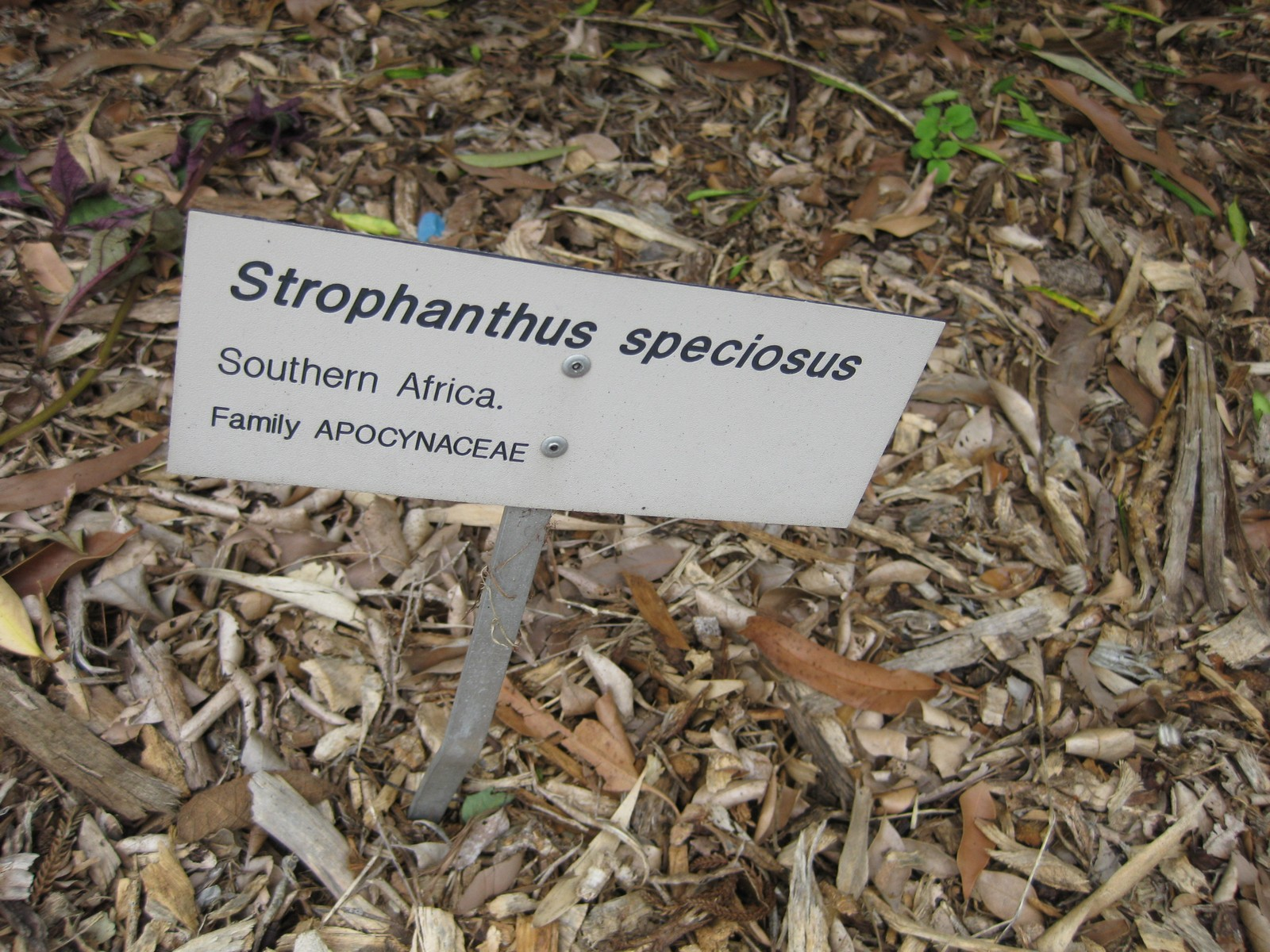
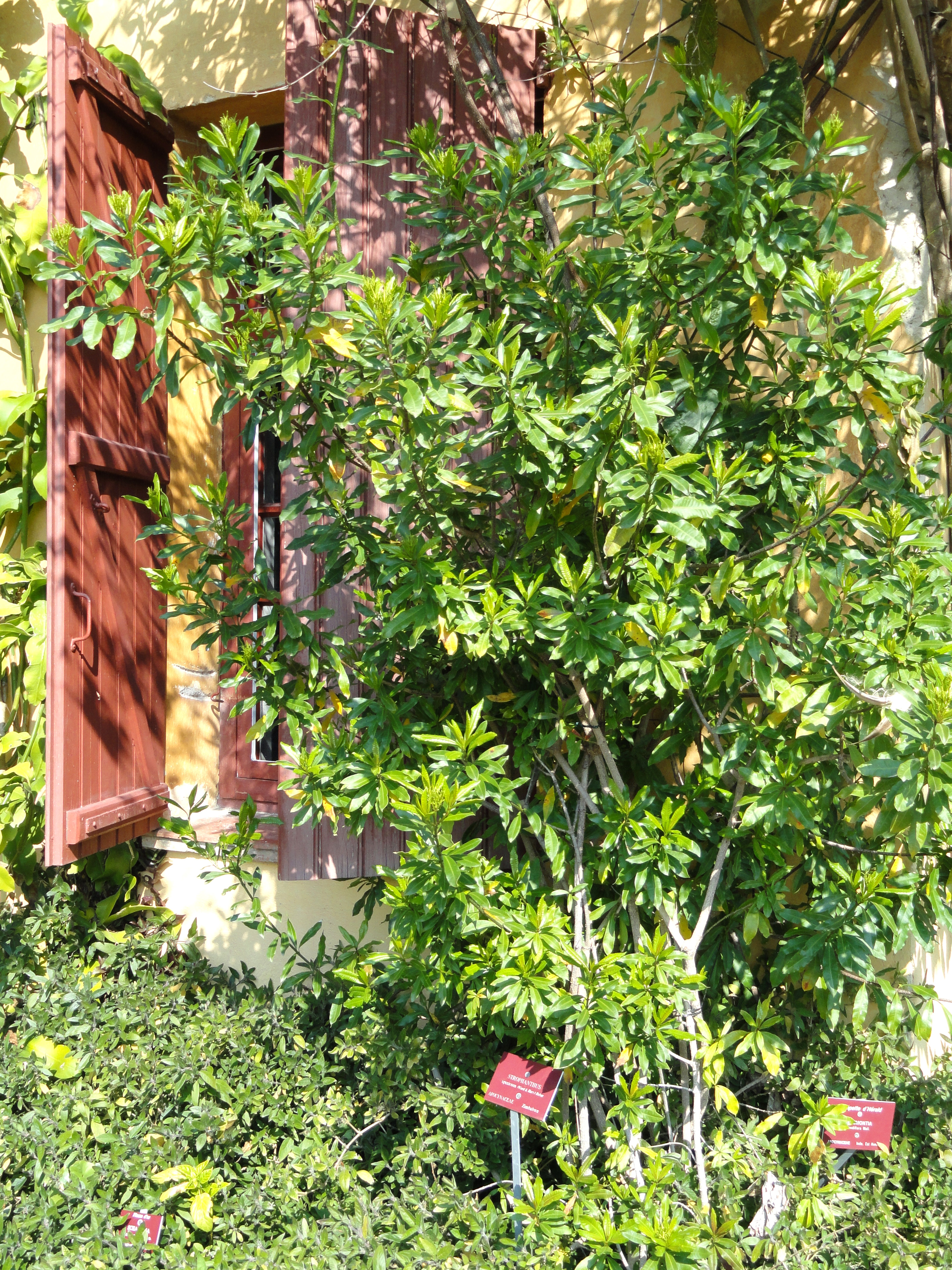